# Franz von Teck

Herzog Franz von Teck

Herzog Franz Paul Karl Ludwig Alexander von Teck (* 27. August 1837 in Osijek, Königreich Ungarn; † 21. Januar 1900 in White Lodge, Richmond Park, Surrey, Großbritannien) war ein Mitglied der britischen Königsfamilie und der Vater von Königin Mary. Franz hatte den Titel eines Grafen von Hohenstein im Kaiserreich Österreich und später den eines Herzogs von Teck im Königreich Württemberg. 1887 verlieh ihm Königin Victoria die Anrede Hoheit.

## Herkunft
Sein Vater war Alexander von Württemberg, der Enkel Friedrich Eugens, des 14. regierenden Herzogs von Württemberg. Seine Mutter war Gräfin Claudine Rhédey von Kis-Rhéde. Diese Ehe war morganatisch, so dass bereits sein Vater von der Thronfolge des Königreichs Württemberg ausgeschlossen war. Franz wurde als „Graf von Hohenstein“ geboren, da seine Mutter von Kaiser Ferdinand I. von Österreich zur Gräfin von Hohenstein suo jure ernannt wurde.
1863 wurde Franz zu einem Fürsten von Teck mit der Anrede „Durchlaucht“ und 1871 zum Herzog von Teck erhoben.

## Militärische Laufbahn

Herzog Francis von Teck (1837–1900), Herzogin Mary Adelaide von Teck (1833–1897), Herzog Philipp von Württemberg (1838–1917) und Herzogin Marie Therese von Württemberg, geb. Erzherzogin von Österreich (1845–1927) in England, um 1866

Franz von Teck besuchte 1849–1853 die Ingenieurakademie in Wien und trat dann als Offizier in die kaiserliche Armee ein. Als Adjutant des kommandierenden Generals nahm er am Sardinischen Krieg und der Schlacht von Solferino 1859 teil. 
Er war während des Anglo-Ägyptischen Krieges 1882 dem Stab des britischen Generals Sir Garnet Wolseley zugeteilt. Er erhielt die Silbermedaille für die Schlacht von Tel-el-Kebir, den Khediven-Stern und den Osmanischen Orden Erster Klasse. Nach seiner Rückkehr aus Ägypten wurde er zum Oberst der britischen Armee ernannt.
Am 6. März 1889 wurde Herzog Franz Oberst à la suite des Dragoner-Regiments „Königin Olga“ (1. Württembergisches) Nr. 25. Am 18. Oktober 1891 wurde er Generalmajor und am 18. April 1895 Generalleutnant.

## Ehe
Als Sohn aus einer morganatischen Ehe, ohne Thronfolgerechte, verfügte Franz über wenig Einkommen im Vergleich zu anderen europäischen Prinzen. Damit hatte er schlechte Heiratsaussichten. Er heiratete schließlich die fast vier Jahre ältere Prinzessin Mary Adelaide von Großbritannien, Irland und Hannover, Tochter von Prinz Adolphus, Herzog von Cambridge und Enkelin von König Georg III., die wegen ihres Übergewichts „Fat Mary“ genannt wurde. Damit hatte auch sie schlechte Heiratsaussichten, außerdem war sie bereits über 30 Jahre alt.
Das Paar heiratete am 12. Juni 1866 im Kew Palace in London. Der Herzog und die Herzogin von Teck hatten vier Kinder (siehe dazu auch Teck/Cambridge-Familie):

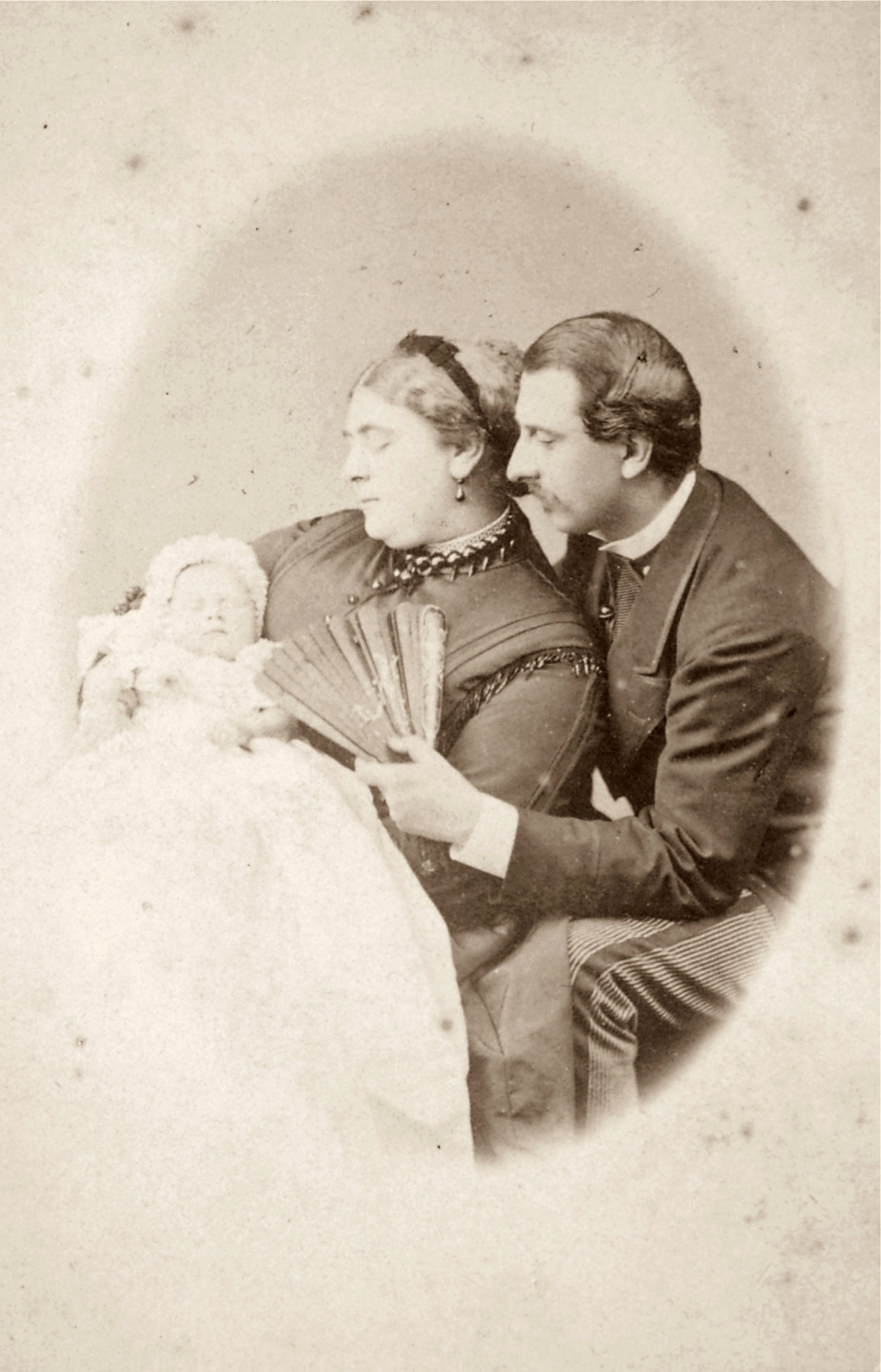
Herzog Franz von Teck mit seiner Ehefrau Mary Adelaide und ihrer Tochter Mary, 1867.

- Prinzessin Mary (1867–1953), verheiratet mit König Georg V. von Großbritannien und Irland, Kaiser von Indien
- Adolphus, Herzog von Teck, später „The Most Honourable Adolphus Cambridge, 1. Marquess of Cambridge“ (1868–1927), verheiratet mit Lady Margaret Grosvenor, Tochter des 1. Duke of Westminster
- Prinz Francis (Franz) (1870–1910)
- Prinz Alexander, später „The Right Honourable Alexander Cambridge, 1. Earl of Athlone“ (1874–1957), verheiratet mit Prinzessin Alice von Großbritannien und Irland, Tochter von Prinz Leopold, Duke of Albany und Enkelin von Königin Victoria

## Finanzielle Verhältnisse
Das Paar lebte von Mary Adelaides Apanage in Höhe von 5000 Pfund im Jahr und wurde außerdem von ihrer Mutter, der Herzogin von Cambridge, unterstützt. Mary Adelaide gelang es nicht, von ihrer Cousine, Königin Victoria, noch mehr Geld zu bekommen. Das Paar erhielt aber eine kostenlose Wohnung im Kensington Palace und das Landhaus „White Lodge“ in Richmond Park. Trotz des "bescheidenen" Einkommens führten der Herzog und die Herzogin von Teck einen extravaganten Lebensstil, wofür sie schnell Schulden machten. 1883 flohen sie vor ihren Gläubigern aus Großbritannien und wohnten bei Verwandten in Florenz und Deutschland. Sie kehrten 1885 nach Großbritannien zurück.

## Späteres Leben
1887 verlieh Königin Victoria Franz die Anrede „Hoheit“, als ein Geschenk zu ihrem Goldenen Thronjubiläum. Die finanzielle Situation der Tecks besserte sich, als sich 1891 ihre Tochter Prinzessin Mary mit dem britischen Thronerben Prinz Albert Victor, Duke of Clarence and Avondale, verlobte. Nach dem Tod des Prinzen nur sechs Wochen nach der Verlobung überredete Königin Victoria den Bruder des Duke of Clarence, der in der Thronfolge nachrückte, Prinz George, Duke of York, um Marys Hand anzuhalten.
1897 starb die Herzogin von Teck. Herzog Franz lebte weiterhin in White Lodge, kam aber keinen öffentlichen Verpflichtungen nach. Er starb dort am 21. Januar 1900 und wurde in der königlichen Gruft der St George’s Chapel in Windsor bestattet. Es gab Gerüchte, dass Franz in Wirklichkeit in einem Wiener Bordell gestorben war und sein Leichnam heimlich nach Großbritannien überführt wurde, um seiner Tochter, der zukünftigen Königin, Unannehmlichkeiten zu ersparen.

## Auszeichnungen (Auswahl)
- Großkreuz des Ordens der Württembergischen Krone[3]
- 1866 Knight Grand Cross des Order of the Bath (GCB)
- 1882 Khediven-Stern
- 1897 Knight Grand Cross des Royal Victorian Order (GCVO)